# Ricky Tribord
Pour l’article homonyme, voir Tribord (homonymie).
Ricky Tribord, né à Paris, est un acteur français.

## Biographie
Ricky Tribord est né à Paris. Sa famille est originaire de la Guyane. Entre 1997 et 2002, il se forme au métier de comédien à l'Atelier Blanche Salant-Paul Weaver, puis au Magasin avec Marc Adjadj.
Il obtient son premier rôle au cinéma dans le film Virilité de Ronan Girre, puis, il est distribué notamment dans Trois zéros de Fabien Onteniente, Orpailleur de Marc Barrat, dans la série Code barge et dans la série britannique Meurtres au paradis. En 2011, il joue le rôle principal dans La France qui se lève tôt, un court-métrage de Hugo Chesnard nommé aux César et prix du public au Festival international du court métrage de Clermont-Ferrand.
En 2016, il donne la réplique à Franck Dubosc dans Les Têtes de l'emploi d'Alexandre Charlot et Franck Magnier. En 2017, on le voit dans un épisode du Bureau des légendes, interprète Gabriel dans la série Guyane et Mickaël dans Bienvenue au Gondwana de Mamane.
Pour le cinéaste français Pélagie Serge Poyotte, il est tête d’affiche du film Le Lien qui nous unit en 2019, puis en 2025 pour Slony Sow dans L’affaire Belanger.

## Filmographie

### Cinéma

#### Longs métrages
- 1999 : Virilité de Ronan Girre : un voleur
- 2000 : Antilles sur Seine de Pascal Légitimus : le majordome noir
- 2001 : Trois zéros de Fabien Onteniente : Diouf
- 2004 : Le Démon de midi de Marie-Pascale Osterrieth : le facteur
- 2008 : Orpailleur de Marc Barrat : Roland
- 2012 : Marius de Daniel Auteuil : un poivrot
- 2015 : Patries de Cheyenne Carron : Ricky
- 2015 : La Loi de la jungle d'Antonin Peretjatko : le passager à la valise retournée
- 2016 : Les Têtes de l'emploi d'Alexandre Charlot et Franck Magnier : le chômeur antillais
- 2017 : Bienvenue au Gondwana de Mamane : Mickaël
- 2017 : K.O. de Fabrice Gobert : un présentateur
- 2017 : Les Fantômes d'Ismaël d'Arnaud Desplechin : un ami du couple
- 2017 : Épouse-moi mon pote de Tarek Boudali : un gay dans la boite de nuit
- 2018 : Les Goûts et les Couleurs de Myriam Aziza : le cousin de Moussa
- 2020 : Le Lien qui nous unit de Pélagie Serge Poyotte : Paul
- 2021 : Le Sens de la famille de Jean-Patrick Benes : un journaliste
- 2021 : OSS 117 : Alerte rouge en Afrique noire de Nicolas Bedos : le serveur
- 2021 : C'est quoi ce papy ?!  de Gabriel Julien-Laferrière : l'infirmier
- 2021 : Le Tigre et le Président  de Jean-Marc Peyrefitte : le cadreur
- 2023 : Nouveau départ de Philippe Lefebvre : le Lieutenant de police
- 2024 : 14 jours pour aller mieux d'Edouard Pluvieux : le vendeur d'accras
- 2024 : Sous la Seine de Xavier Gens : l’officier de marine
- 2024 : Le Larbin d'Alexandre Charlot et Franck Magnier : le technicien drone
- 2024 : L'attachement de Carine Tardieu : le père énervé
- 2024 : Les Braises de Thomas Kruithof : le père au judo
- 2025 : L’affaire Belanger de Slony Sow : Jacques Golitin
- Prévu pour 2025 : Chien 51 de Cédric Jimenez : le flic au check point

#### Courts métrages
- 1998 : Jamais 203 de Véronique Séret
- 2000 : Les Acteurs sont dans l'atelier de Marc Adjadj
- 2002 : Au seuil des ténèbres de Pélagie Serge Poyotte
- 2003 : Episode V de Marc Adjadj
- 2003 : Alice de Mamady Sidibé
- 2004 : Les Invités de Marc Barrat
- 2005 : Sex Bomb de Karim Khedim
- 2005 : Bon na rien de Pélagie Serge Poyotte
- 2008 : Je me marierai avec mon père de Lionel Méta
- 2009 : La Métaphore du manioc de Lionel Méta
- 2011 : Beautiful de Pélagie Serge Poyotte[3]
- 2011 : La France qui se lève tôt de Hugo Chesnard
- 2012 : J'aime beaucoup ta mère de Rémy Four et Julien War
- 2015 : L'Hiver est proche de Hugo Chesnard
- 2019 : Lovena d'Olivier Sagne
- 2019 : Numéro 10 de Florence Bamba
- 2023 : Myriam en noir de Pélagie Serge Poyotte : l’homme saoul
- 2024 : Les Vivants de Jean Xavier de Lestrade : le travailleur matinal

### Télévision

#### Téléfilms
- 2004 : L'Évangile selon Aimé d'André Chandelle : un jeune
- 2007 : Intérim de Michel Hassan
- 2017 : Le Rêve français, première partie, de Christian Faure : le contrôleur de la RATP
- 2018 : Ma mère, le crabe et moi de Yann Samuell : le brancardier
- 2018 : Back Up ! de Christophe Gros-Dubois : Max
- 2020 : Meurtres à Cayenne  de Marc Barrat : Thierry
- 2022 : Un gars une fille de Sylvain Fusée : le policier
- 2024 : Meurtres à Honfleur de Christelle Raynal : Père Francis

#### Séries télévisées
- 1999 : Les Vacances de l'amour, 1 épisode d'Emmanuel Fonlladosa : Célestin
  - Saison 3, épisode 52 : Le trésor ou la vie
- 1999 : PJ : un livreur
- 2002 : Justice pour tous, 1 épisode de Patrick Poubel
- 2003 : Inspecteur Sori, 1 épisode de Mamady Sidibé : le témoin
  - Saison 1, épisode pilote : Le Mamba
- 2004 : Les Invités de Marc Barrat
- 2004 : Nom de code : DP de Patrick Dewolf : un flic en civil
- 2004 : Diane, femme flic, 1 épisode de Dominique Tabuteau : Moussa
  - Saison 3, épisode 2 : L'apprenti
- 2005 : Faits divers extraordinaires de Nathalie Mauger
- 2008 : Code barge de  Gérard Pautonnier, Ben, Charles Nemes et Pierre Jamin : Gary, le vigile
- 2010 : La vie est à nous, 18 épisodes (tous dans la saison 1) : Ricky
- 2010 : Alice Nevers : Le juge est une femme, 2 épisodes de René Manzor : l'assistant dans l'agence de pub 
  - Saison 16, épisode 4 : Réparation
  - Saison 16, épisode 5 : Une ombre au tableau
- 2011 : Flics, 4 épisodes de Thierry Petit : un policier
- 2011 : Meurtres au paradis, 1 épisode de Paul Harrison
  - Saison 1, épisode 7 : Music of Murder
- 2012 : Toi-même tu sais de J.G. Biggs : un gay handicapé
- 2013 : Kaz Touloulou, 10 épisodes de Pélagie Serge Poyotte : Michaël
- 2016-2019 : Joséphine, ange gardien, 3 épisodes
  - 2016 : un policier
  - 2019 : Scipion
  - 2019 : Saison 23, épisode 2 : Enfin Libres! deuxième partie de Thierry Petit : César
- 2017 : Le Bureau des légendes, 1 épisode de Samuel Collardey et Mathieu Demy : l'agent enlèvement de la DGSE
  - Saison 3, épisode 2
- 2017-2018 : Guyane, 8 épisodes, saison 1, de Kim Chapiron, Fabien Nury et Philippe Triboit : Gabriel
- 2017 : Scènes de ménages de Lucio Di Rosa : un client
- 2018 : 48 heures de Vincent Trisolini : Baldé
- 2018 : Maroni, les fantômes du fleuve, 4 épisodes d'Olivier Abbou : un policier
- 2018 : Clem, 1 épisode de Bénédicte Delmas : le père de Joris
- 2019 : Mytho de Fabrice Gobert : le père de Kevin
- 2019 : Sakho & Mangane, 8 épisodes, saison 1 de Jean Luc Herbulot, Toumani Sangaré et Hubert Laba Ndao : Pape
- 2019 : Myster Mocky présente, 1 épisode de Jean-Pierre Mocky : Harry
  - Saison 4 : Le pique assiette
- 2019 : Meurtres à Cayenne de Marc Barrat : Thierry
- 2019 : Tropiques criminels, 1 épisode de Stéphane Kappes : Manu Esquerre
  - Saison 1, épisode 3 : Forêt de Reculée
- 2019 : L'Art du crime d'Elsa Bennet et Hyppolite Dard : Monsieur Mageba
- 2021 : Bel ti koté de Marvin Yamb et Emmanuel Caussé
- 2022 : Tropiques criminels, 1 épisode d’Anne Fassio : le Docteur Belliard
  - Saison 4, épisode 7
- 2022 : Ultra Loin, 1 épisode de Chloé Léonil : le père d’Emilie
  - Saison 1, épisode 4
- 2023 : Ultra-loin de Chloé Léonil : le père d’Emilie
  - Saison 2
- 2023 : Ourika de Julien Despaux : le petit nerveux
- 2023 : Marianne d'André Charlot et Franvk Magnier : le chef cuisinier
  - Saison 2
- 2023 : Manmzel New York de Mariette Monpierre : l'agent immobilier
- 2023 : Terminal de Jamel Debbouze  et Mohamed Hamidi : un passager
- 2024 : O.P.J. de Marine Hervé : Pierre-Arthur Vitry
- 2024 : Petits secrets entre voisins de Marie Pascale Laurencelle
- 2024 : La Maison de Fabrice Gobert & Daniel Grou : un actionnaire

### Docu-fiction
- 2017: Addi Bâ, souvenir d'un résistant oublié de Barcha Bauer : Addi Bâ

### Coach acteurs
- 2017-2018 : Guyane, 8 épisodes, saison 1 de Kim Chapiron, Fabien Nury et Philippe Triboit pour Canal+
- 2018 : Maroni, les fantômes du fleuve, 4 épisodes d'Olivier Abbou pour ARTE
- 2019 : Sakho & Mangane, 8 épisodes, saison 1, de Jean Luc Herbulot, Toumani Sangaré et Hubert Laba Ndao, pour Canal+ International

## Théâtre

### Comédien
- 1998 : Dchimbo d'Elie Stephenson, mise en scène Odile Pedro Léal, en tournée
- 1998 : Léon Gontran Damas de Greg Germain
- 2000 : « Art » de Yasmina Reza, mise en scène Ludovic Girard, en tournée
- 2000 : La Saignée de Pierre-François Kettler
- 2000 : Les Plaisirs scélérats de la vieillesse de Michel Philip, mise en scène Nicolas Bataille, Théâtre de la Huchette
- 2000-2003 : Des souris et des hommes de John Steinbeck, mise en scène Stéphane Daurat, Constance Dollé, en tournée
- 2003-2004 : Allah n’est pas obligé d'Ahmadou Kourouma, mise en scène Rachel Salik, Tournée
- 2004-2005 : La Nuit des rois de William Shakespeare, mise en scène Andrzej Seweryn, Comédie-Française
- 2005 : Le Jeune prince et la vérité de Jean-Claude Carrière, mise en scène Pascal Larue, en tournée
- 2005 : Moby Dick de Claude Demarigny, d’après Herman Melville, mise en scène Ludovic Le Lez, en tournée
- 2006 : Numéro complémentaire de Jean-Marie Chevret, mise en scène Alain Sachs, Théâtre Saint-Georges
- 2007-2008 : Vive la France de Mohamed Rouabhi, mise en scène de l'auteur, Théâtre Gérard-Philipe (Saint-Denis), en tournée
- 2008-2009 : Anjo Negro de Nélson Rodrígues, mise en scène Marc Adjadj, Théâtre Le Magasin (Malakoff),  Festival d'Avignon Off[4]
- 2012-2017 : L'Arrestation de Mario Batista, mise en scène de l'auteur, Théâtre Le Colombier (Bagnolet), en tournée
- 2012-2013  : Langue fourche de Mario Batista, mise en scène de l'auteur, Théâtre Le Magasin (Malakoff)
- 2014 : Le Temps suspendu de Thuram de Véronique Kanor, mise en scène Alain Timár,  Festival d'Avignon Off, en tournée
- 2015 : Monsieur Blanchette et le Loup de José Pliya, mise en scène de l'auteur, La Criée, en tournée

### Mise en scène
- 2021 : Marielle en vrai avec Marielle Salmier, à l’EPCC les Trois Fleuves, Guyane

## Doublage[5]

### Cinéma
- 2004 : Fat Albert : Reggie (Omarion Grandberry)
- 2015 : NWA: Straight Outta Compton : Snoop Dogg (Lakeith Stanfield)

### Télévision
- 2008-2009 : Crusoé : Vendredi (Tongayi Chirisa)
- 2016-2017 : Mr. Robot : Leon (Joey Bada$$)